# Bow Street
Bow Street är en ort i Storbritannien.   Den ligger i kommunen Ceredigion och riksdelen Wales, i den södra delen av landet, 280 km väster om huvudstaden London. Bow Street ligger 29 meter över havet och antalet invånare är 1 556.
Terrängen runt Bow Street är platt åt nordväst, men åt sydost är den kuperad. Havet är nära Bow Street åt nordväst. Runt Bow Street är det ganska glesbefolkat, med 43 invånare per kvadratkilometer. Närmaste större samhälle är Aberystwyth, 4,8 km sydväst om Bow Street. Trakten runt Bow Street består i huvudsak av gräsmarker.